# Hydrochus scabratus
Hydrochus scabratus är en skalbaggsart som beskrevs av Étienne Mulsant 1844. Hydrochus scabratus ingår i släktet Hydrochus och familjen gyttjebaggar. Inga underarter finns listade i Catalogue of Life.